# Iglesia de San Antonio (Borgo Val di Taro)
La Iglesia de San Antonio (en italiano: chiesa di Sant'Antonino) es un lugar de culto católico, de estilo barroco y neoclásico  se encuentra ubicada en la ciudad de Borgo Val di Taro, en la provincia de Parma en Italia. Está cercana a la plaza llamada XI Febrero y a su costado derecho se encuentra la torre del Castillo de Borgo Val di Taro. 

## Historia
La iglesia está dedicada a San Antonino comenzó a construirse en 1226 para sustituir a la iglesia románica de San Giorgio; esta última, construida en el año 1014  por orden del Conde Plato Platoni edificación que fue aprobada y reconocida por el Papa  Benedicto VIII, pero estaba fuera del casco urbano y dependía de la poderosa familia Platoni, que accedió a renunciar a sus privilegios y el derecho de patronato para la construcción de la iglesia de San Antonino.
En 1606, el duque Ranuccio I Farnesio concedió a los ciudadanos, la oportunidad de reconstruir la pequeña y maltrecha iglesia, pero las obras no comenzaron hasta mediados del siglo XVII, siendo terminadas en 1667. El nuevo templo barroco, fue solemnemente consagrado por el obispo Giuseppe Giandemaria, el 25 de septiembre de ese año. 
En 1925 la fachada fue reconstruida en estilo neoclásico, diseñado por Celli. 
Entre 2002 y 2005 se llevaron a cabo importantes obras de restauración, que afectaron la fachada principal, los lados longitudinales, el techo y las superficies interiores.